# あふれる熱い涙
『あふれる熱い涙』（あふれるあついなみだ）は、1992年3月28日に公開された日本映画。配給はシネバレエ。
東南アジアからの在日外国人妻問題をテーマに、東北の農村地帯、東京、そしてフィリピンを舞台に心と身体に傷を負ったあるフィリピン人妻の悲劇と再生を描いた感動の社会派ヒューマンドラマ。主演は『ずっとあなたが好きだった』、『誰にも言えない』の佐野史郎。ヒロイン役を『月はどっちに出ている』で知られるルビー・モレノが演じた。田代廣孝初監督作品。

## ストーリー
日比混血のフェイは、父の国日本に行けば幸せになれると信じ、嫁不足に悩む岩手の農村に嫁ぐ。しかし1年後、無口な夫・横山との働くだけの生活に疲れて家出したフェイは、フィリピンへ帰る旅費を得るため、東京・新大久保の中華料理店で働く。そこで彼女は隣人のカップル、国分と麻美に出会う。国分には、かつて自分の娘を精神異常者に惨殺され、そのショックで妻をも失ってしまったという過去があった。2人はフェイを父親に会わせるために手をつくすが、20年間1度も会ったことのない娘を商社員の父・吉田は認めようとしなかった。日本での夢を打ち砕かれてしまうフェイ。一方、そのころ横山はフェイの居所を知るが、半分あきらめ気味の彼はただ無口に働くだけだった。そんなある日、国分と麻美の禁断の愛を知ってしまうフェイ。国分の娘を殺したのは麻美の弟だったのだ。やがて国分の存在を煙たがる吉田の陰謀によって、2人の関係がマスコミに暴かれてしまう。国分と麻美は行方不明になり、フェイもそのままフィリピンへ帰ってしまう。数日後、ようやくフェイを連れ戻すべく横山がフィリピンにやって来た。その時、こらえていた何かが消え去ったように、フェイの瞳には熱い涙があふれ出るのだった。

## キャスト
- ルビー・モレノ（フェイ役）
- 佐野史郎（国分良一役）
- 戸川純（亜川麻美役）
- 鈴木正幸（横山昭一役）
- 梅津栄（島田役）
- 吉澤健（吉田役）
- 川上泳（久我役）
- 石山律雄（村上役）
- 伊藤知則（田中建太郎役）

## スタッフ
- 脚本・製作・監督：田代廣孝
- プロデューサー：佐久間公一
- 音楽：橋本仁
- 美術：南雅之、平井敏哉
- 編集：松村将弘